# گرچکو ۳۱۴۸
سیارک ۳۱۴۸ (به انگلیسی: 3148 Grechko، نامگذاری:1979SA12) سه هزار و صد و چهل و هشتمین سیارک کشف شده‌است که در ۲۴ سپتامبر ۱۹۷۹ کشف شد.
قدر مطلق سیارک برابر ۱۱٫۸۰ است.